# St. Lawrence Market

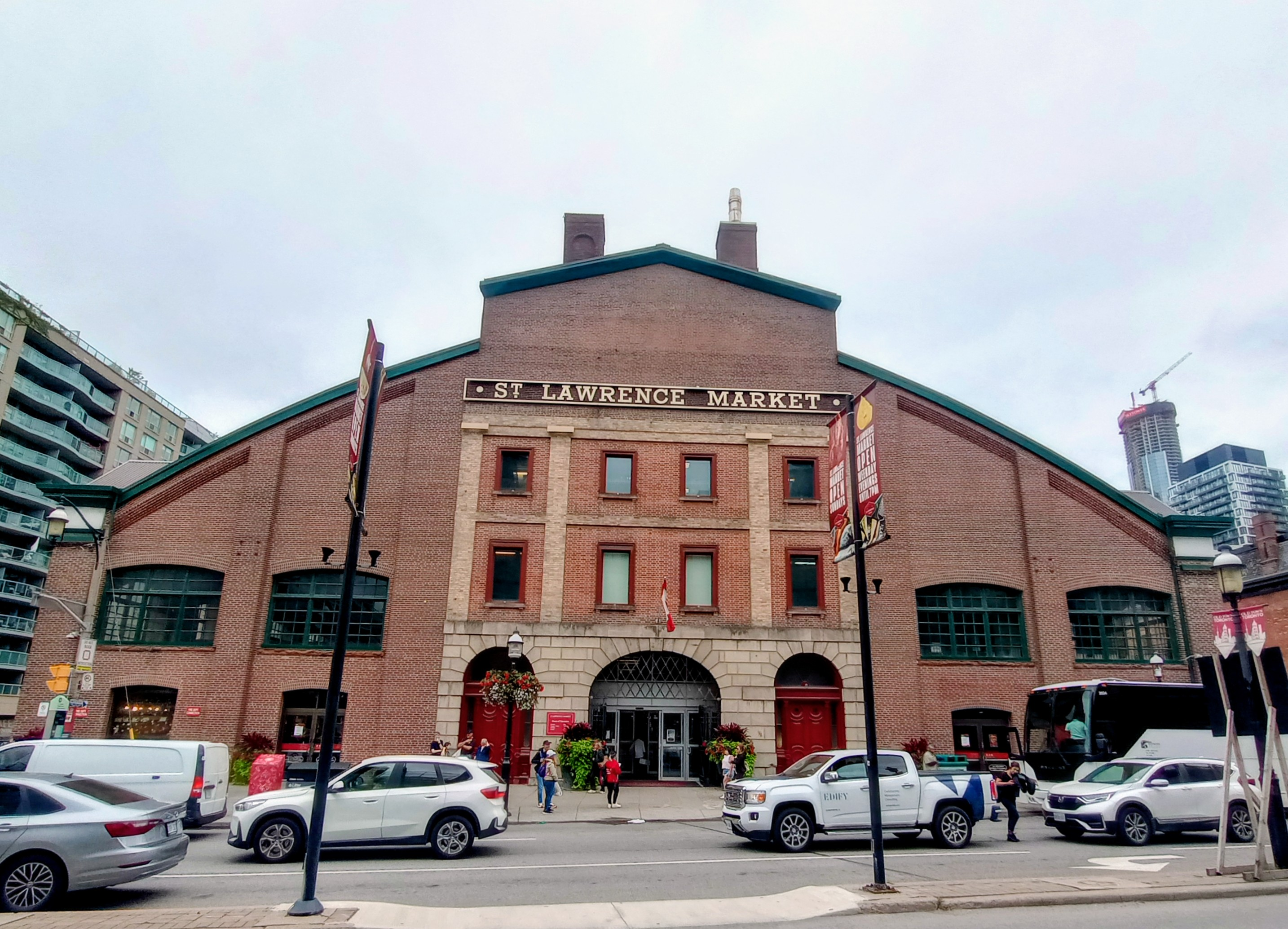
Südgebäude des St. Lawrence Market

Der St. Lawrence Market gehört zusammen mit dem Kensington Market zu den Hauptmärkten der kanadischen Stadt Toronto. Der Markt befindet sich im östlichen Teil der Innenstadt und wird westlich von der Lower Jarvis Street, südlich von The Esplanade und nördlich von der King Street East begrenzt.
1803 wurde auf Anordnung von Lieutenant Governor Peter Hunter ein erster, ständiger Markt aus Holz errichtet, der 1831 durch ein quadratisches Ziegelgebäude ersetzt wurde und seit 1834 auch Treffpunkt des Stadtrates war. Dieses Gebäude wurde 1849 durch einen Brand zerstört, und 1850 durch die neue St. Lawrence Hall ersetzt.
1845 bis 1899 war die St. Lawrence Hall Sitz des Rathauses. Der erste Stock des von Henry Bowyer Lane entworfenen Gebäudes diente auch als Hauptsitz der Torontoer Polizei.
Von 1971 bis 1987 wurde die St. Lawrence Hall renoviert, sie beherbergt heute im Erdgeschoss Einzelhandelsgeschäfte, in der ersten Etage städtische Behörden, die oberste Etage mit der großen Halle und den Nebenzimmern wird vermietet.
1851 wurde außerdem der neue North Market (Nordmarkt) gebaut, der sich am Südende der St. Lawrence Hall befand. Der nördliche Markt und der südliche Markt waren durch einen langen Bogengang miteinander verbunden. Zur Jahrhundertwende wurde der Nordmarkt abgerissen und 1904 durch einen neuen ersetzt. Beide Märkte wurden durch eine Überdachung über die Front Street miteinander verbunden, die 1954 wieder entfernt wurde. Jeden Samstag findet im Nordmarkt seit nunmehr 75 Jahren ein Markt für Landwirte statt, die restliche Zeit steht das Gebäude zur Vermietung.